# Doug Clement

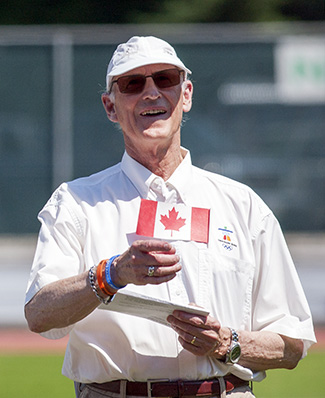
Doug Clement, 2013

Douglas Bruce Clement (* 15. Juli 1933 in Montreal) ist ein ehemaliger kanadischer Sprinter und Mittelstreckenläufer.

## Laufbahn
Bei den Olympischen Spielen 1952 in Helsinki  schied er über 400 m im Vorlauf aus und kam in der 4-mal-400-Meter-Staffel mit der kanadischen Mannschaft auf den vierten Platz.
1954 wurde er bei den British Empire and Commonwealth Games in Vancouver Achter über 880 Yards und gewann Silber mit der kanadischen 4-mal-440-Yards-Stafette.
Zwei Jahre später scheiterte er bei den Olympischen Spielen 1956 in Melbourne über 800 m in der ersten Runde und wurde mit der kanadischen 4-mal-400-Meter-Stafette Fünfter.
1958 erreichte er bei den British Empire and Commonwealth Games in Cardiff über 220 Yards das Viertelfinale, schied über 440 Yards und 880 Yards im Vorlauf aus und belegte mit der kanadischen 4-mal-440-Yards-Stafette den vierten Platz.
Von 1952 bis 1955 studierte er an der University of Oregon, wo er von Bill Bowerman trainiert wurde, und von 1955 bis 1959 an der University of British Columbia (UBC).
1962 gehörte er mit seiner Frau Diane Matheson zu den Gründern des Kajaks Track & Field Club in Richmond, wo er eine Hausarztpraxis betrieb.
Von 1976 bis 1979 lehrte er Sportmedizin an der Simon Fraser University, danach an der UBC, an der er auch von 1980 bis 1987 als Leichtathletiktrainer tätig war. Er gründete außerdem eine sportmedizinische Klinik in Vancouver.
1992 erhielt er den Order of Canada. 1995 wurde er in die UBC Sports Hall of Fame, 2000 in die BC Sports Hall of Fame und 2006 in die Canadian Olympic Hall of Fame aufgenommen.

## Persönliche Bestzeiten
- 440 Yards: 47,7 s, 1958.
- 800 m: 1:51,4 min, 1955.

## Veröffentlichungen
- mit Diane Clement: Start Fresh! Your Complete Guide to Midlifestyle Food and Fitness. Whitecap Books, 2010, ISBN 978-1-55285-919-3.